# Екоторба

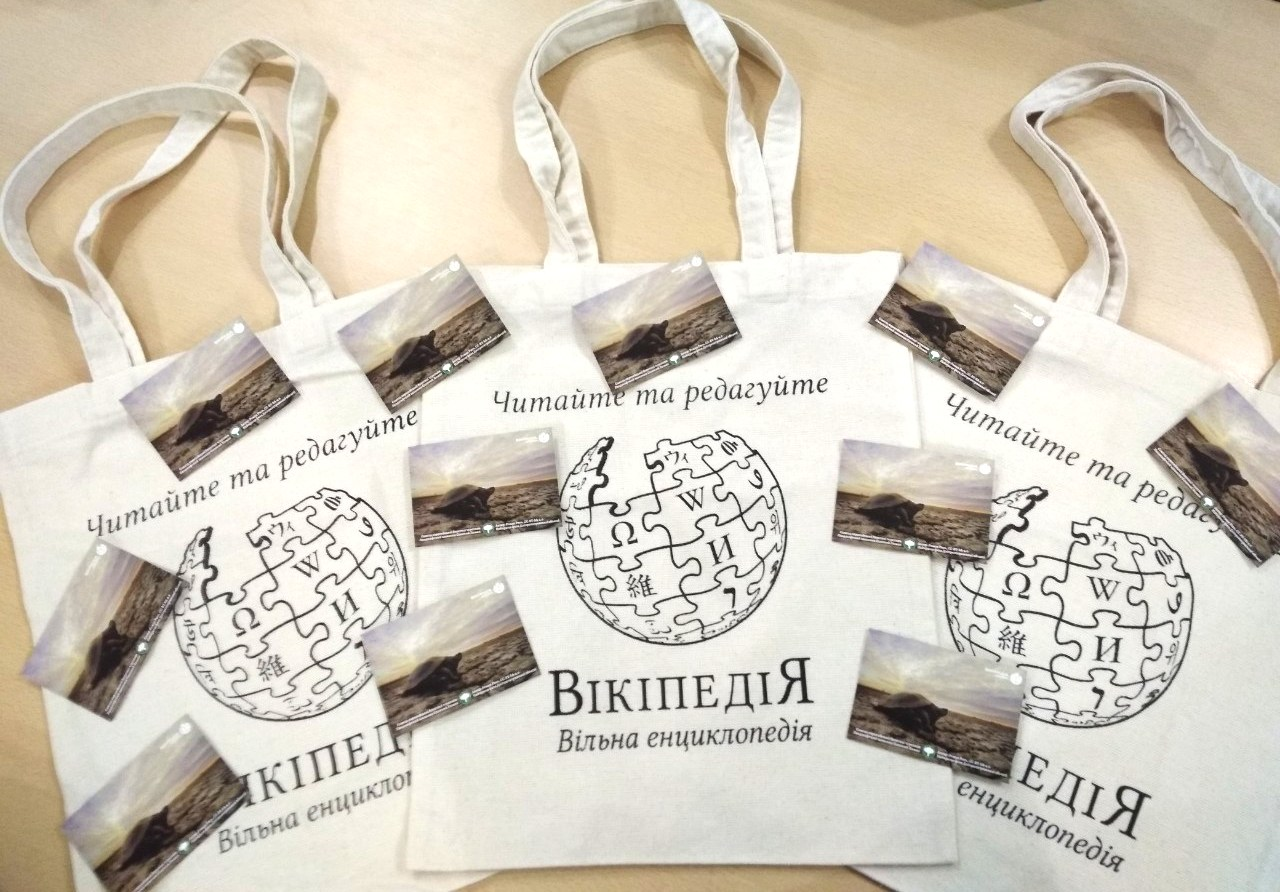
Полотняні торби — сувеніри для учасників вікімарафону

Екоторба, екосумка — пакет багаторазового використання, що виготовлений або з натуральних матеріалів, або з таких полімерів, що швидко розкладаються під дією природних ферментів.
Головна ідея екоторб — альтернатива пластиковим пакетам. Виготовлені з міцних матеріалів, такі торби служать набагато довше від звичайних поліетиленових пакетів.

## Історія та актуальність
Особливою складовою сучасних сміттєзвалищ є пластик, який становить близько 10 % всього сміття. Пакетики, торбинки, пластикові упаковки та коробочки знайшли своє щільне місце практично в усіх сферах діяльності. Величезним недоліком пластику є його висока стійкість до біодеградації. Тобто на сміттєзвалищах пластик може зберігатись десятиліттями, все більше й більше накопичуючись. При спалюванні пластику в повітря виділяються шкідливі для людини діоксини та інші продукти органічного розпаду.
Вирішенню проблеми пластику цілком підходить принцип «трьох R»: reduce, reuse, recycle. Що означає зменшення виробництва, повторне використання та перевиробництво. Одним із методів зменшення кількості пластику, що цілком підпадає під принцип «трьох R» є застосування екоторб замість кульків та пакетів.
Ознаки та вимоги до екоторб можна підсумувати такими пунктами:
- Толерантність (дружність) до навколишнього середовища
- Біодеградація
- Здатність до повторного використання

## Екоторби у світі
Екоторби в США та Європі виготовляють і використовують ще з кінця минулого століття. В багатьох країнах світу також вже давно пропагують використання пакетів з натуральних матеріалів. Так, до прикладу, в Тайвані ще в 2003 році пластикові вилучили з торговельних центрів, в Японії влада агітує за використання полотняних торб, у деяких штатах Америки введено штрафи за використання пластикових пакетів. У багатьох розвинутих країнах товари в супермаркетах загортають у папір та складають у полотняні сумки.

## Екоторби в Україні
За рік пересічний українець витрачає на поліетиленові пакети близько 70 гривень. Багаторазову полотняну сумку можна придбати за 10-15 грн. або пошити й прикрасити власноруч.
До України поняття про екоторби докотилось із запізненням. Власне про торбинки багаторазового використання почали говорити лише кілька років тому. Існує декілька компаній впровадження екоторб, згадати хоча б проект «Торба — природі!». Новий вид товарів також дав натхнення для виробників хенд-мейду.